# Wachtebeke
Wachtebeke (Pronunciación holandesa: [ˈʋɑxtəbeːkə]) es una municipalidad situada en la provincia de Flandes Oriental. La municipalidad comprende la ciudad de Wachtebeke, y una ciudad más pequeña. Overslag.
El 1 de enero de 2019, Wachtebeke tenía una población de 7.771 habitantes. El área total del territorio es de 34.53 km² que da una densidad de población de 225 habitantes por kilómetro cuadrado. El alcalde actual de Wachtebeke (desde 2012) es Rudy van Cronenburg.
El Langelede es un pequeño canal que tiene una calle residencial correspondiente en la ciudad. El barrio se está convirtiendo lentamente desde un ambiente agricultor pobre a una zona residencial más alta, de clase media. En Wachtebeke esta el parque provincial Puyenbroeck.

## Demografía

### Evolución
Todos los datos históricos relativos al actual municipio, el siguiente gráfico refleja su evolución demográfica.
| Gráfica de evolución demográfica de Wachtebeke entre 1846 y 2019 |
|                                                                  |

## Personas notables de Wachtebeke
- Jonas Geirnaert, creador de películas animadas, comediantes
- Lieven Scheire, comediante

## Municipalidades vecinas
- Moerbeke
- Eksaarde (Lokeren)
- Zaffelare (Lochristi)
- Mendonk (Gent)
- Sint-Kruis-Winkel (Gent)
- Zelzate